# Cremera
Der Cremera (auch Valchetta) ist ein Nebenfluss des Tiber in der italienischen Region Latium.

## Geographie
Der Cremera entsteht im Valle del Sorbo im Gemeindegebiet von Formello durch den Zusammenfluss der Bäche Fosso della Mola dei Monti und Fosso della Mola di Formello. Er durchfließt den Valle del Sorbo in südlicher Richtung und biegt nördlich des römischen Stadtteils Isola Farnese nach Osten in den Valle Cremera ein, um schließlich zwischen den römischen Stadtteilen Labaro und Saxa Rubra in den Tiber zu münden. Sein Einzugsgebiet umfasst neben dem nördlichen Stadtgebiet von Rom die Gemeinden Campagnano di Roma, Formello und Sacrofano. Er durchfließt auf ganzer Länge den Naturpark Parco di Veio. Seine Ufer sind noch fast vollständig natürlich und unbebaut erhalten.

## Geschichte
Der Cremera spielt in verschiedenen antiken Ereignissen eine Rolle, da die etruskische Stadt Veji auf einem Hügel oberhalb des Flusses lag. Bekannt ist vor allem die Schlacht am Cremera (477 v. Chr.), bei der angeblich fast alle männlichen Mitglieder der römischen gens Fabia im Kampf gegen Veji ums Leben kamen.